# لوسي يونغ
لوسي يونغ (بالإنجليزية: Lucy Young)‏ هي طيارة أمريكية، ولدت في 9 سبتمبر 1954 في واتربوري في الولايات المتحدة.